# Iglesia Bautista Parker Memorial
La Iglesia Bautista Parker Memorial es una histórica iglesia bautista del sur ubicada en el 1205 de Quintard Avenue en Anniston, Alabama, Estados Unidos. El edificio fue construido en 1888, posteriormente se agregó al Registro de Monumentos y Patrimonio de Alabama en 1981, y al Registro Nacional de Lugares Históricos en 1985.